# 症年症女
『症年症女』（しょうねんしょうじょ）は、原作：西尾維新、作画：暁月あきらによる日本の漫画作品。『ジャンプスクエア』（集英社）2016年2月号から2017年5月号まで連載。『週刊少年ジャンプ』（同社）連載の『めだかボックス』に次ぐ西尾・暁月による連載漫画。話数は「第○症」、本編最終話は「最終症」、エピローグにあたる「後遺症」で完結となる。
主人公2人の本名は最終症まで明かされず、物語中では一貫して「少年（くん）」「少女（ちゃん）」と呼ばれている。また作画上、少年・少女から見える光景を表現しているため、ラスト2話を除き、2人以外のほとんどの登場人物の顔や本名、セリフの一部などが覆われた状態で描かれている。

## あらすじ
物語はとある病院にて、少年がベッドの少女にハサミを突き立てる場面と「これは 少年（ぼく）が 少女（このこ）を 殺すまでの」というモノローグから始まる。
世の無個性さに悩む少年には一つとんでもない個性があった。それは人の個性が塗り潰されて認識できず、12歳で死ぬという奇病にかかっているということ。少年はその病で死ねば世に名を遺す無二の個性となると考えていたが、そこに最大の障害が立ちはだかった。それは自分と同じ、しかも自分より先に死ぬ少女の存在。かくして、少年は自分が最初の死者となるべく少女を奇病以外の理由で殺すことを目論む。しかし、そこには第三者の思惑が蠢いていた。

## 登場人物
少年 / 山井 生（やまい しょう）
本作の主人公。自分を含めた世の中の人々の無個性さに嫌気がさしていた11歳の少年。誕生日は4月14日。鬱屈すぎる性格で、モラルが欠けている面もある。適当な所で「まあいいか」と諦める悪癖を持つ。新病により、他人の情報が油性ペンで塗りたくられたように見えている。
新病を通じて少女と出会う前は、学校でも周囲に疎んじられつつ、周囲の「無個性」に嫌気がさす日々を過ごしていた。新病によって「悲劇の主人公」になることが自分の唯一の個性だと妄信しており、自分が新病の第一の死者となり、病名に自分の名前を残すことで無二の個性となるべく、自分より先に病気で死ぬであろう少女と適度に仲良くしつつ何度も殺害を企てるが、悉く失敗する（そもそも「12歳までは絶対に死なない」という新病の特性上、試みは達成されることはない）。また無意識のうちに少女に惹かれている様子もうかがえる。
ある日、新病の新たな患者として現れた2人の少年少女が陰惨な有様で首を吊っているのを目撃し、少女を殺そうという意欲が完全に尽きる。そこで「少女が死んで悲しむ友達」を装うことで残りの人生にそれなりの個性を確立しようとするも、今度は少女の個性が見えなくなるという現象が発生してしまう。その後「毒」から少女を病気で死ぬ前に殺さない限り少女の顔を思い出せないと告げられ、やがて「彼女の笑顔を見るために殺す」と改めて決意し、特別集中治療室で涙を流しながら少女を刺した。しかし毒から少女は少年に殺される前に殺されていたことを知らされる。
12歳の誕生日を迎えたその日に少女が生前に録画したビデオレターを発見する。少女が「『自分を生き返らせる手立てがある』と言ったらどうする？」との問いかけに対し、ビデオを見るのを途中で止め、遺言として『世界に平和を』『生命に愛を』『子供達に笑顔を』と言った後にこの世を去った。
少女 / 山井 笑（やまい しょう）
本作のもう1人の主人公。少年より先に同じ新病に罹った11歳の少女。一人称は「僕」。少年とは対照的に前向きで活発的、人懐っこく良心的な性格。ただし、機嫌がいいとむしろ機嫌が悪そうな態度になる。誕生日は3月13日。 新病により、他人の情報が布切れやアクセサリーが張り付けられたように見えている。
両親が大犯罪者（父は殺人鬼、母は放火魔）という出自を持ちながら、10歳にして飛び級で最高学府を卒業した天才児。両親の経歴も含めてあまりに個性に満ちたキャラ性から、少年からは羨まれている。病室内でも死ぬまでの記録として、絵画、彫刻、執筆など様々な芸術活動に励んでいる。
少年のことは「心を閉ざした子」だと思っており、彼と交流を楽しみ、少年が自分を殺そうとしていることに気づいていない。その一方、新病患者だと偽って入院してきた新規患者2人のことは失望したような表情を見せた。
少女が初めての症例である病が何故「12歳で死ぬ」と分かっているのかということに対し「そうデザインされた人為的な病」だと考えている。
実は、新病を産み出した張本人。幼少時より（真偽は不明だが）真実であれば現代の科学知識を根底から覆すような発言を繰り返しており、その存在を危険視した両親によって殺される羽目になったために創り出した。なお、少年くんが参考にしていた殺人鬼の殺害手順書は、少女ちゃんの両親が書いたもの。すなわち、少女ちゃんを殺すために考え出して結局失敗したネタ帳であり、これを参考にする限り確実に殺害は失敗する。
小児さん、お姫さま
新病の新たな症例者。「小児さん」は8歳の男の子、「お姫さま」は6歳の女の子。新病により「小児さん」は他人の情報が砂嵐で、「お姫さま」は花で見えなくなっているとされる。
少年と少女の病室を訪ねてくるが、同じ症例であるはずの二人からは顔が見えておらず、仮病であることが判明した。その日の夜、病室で首吊り死体となって発見される。
毒（どく）
医師の白衣を着た謎の男性。物語中では顔と本名は明かされず、「毒」は自称（医師を指す「ドク」との掛詞）。
少年による少女殺害を唆すような言動をとるが、その真意も目的も不明。時折変装して少年の行動をサポートしたりもする。
そもそも、少年は毒の顔こそ認識できないが、「毒」という自称も含めて発言だけはすべて聞き取れているなど特殊な要素を見せている。
新病の医師会議の司会も担当しており、新病のサンプルを自身の研究所で独占していることから他の医師から睨まれている。また、それ以上に少女だけしか症例がおらず研究が停滞していた所で少年が現れたタイミングの良さから、彼らが意図的に感染させたという疑いをもたれている。

## 主人公の症状
「12歳の誕生日に確実に死に至る」という病気。苦痛は伴わないが、他人の顔や名前などの「個性のようなもの」が何かしらで塗りつぶされて認識できないという奇妙な症状が現れ、発言も正常に聞き取れない。ただし、類例である少年と少女だけはお互いに判別できている。他にも、インクや反物などその塗り潰しているものを唐突に嘔吐する、という症状もある。
また、病状の進行に伴い筋肉がもつれやすくなり、まるでゴムのような様子となってしまうため、マッサージをしないといけなくなる。
この病は、12歳で確実に死ぬという反面「新病そのもので死ぬまで如何なる方法でも死なない」という特性を有している。作中では少年がエスカレーターから転落して首の骨が折れても傷一つ残さず元通りとなっている。そのため、毒ら新病の医師会議出席者はほとんどがその病を「不老不死になれる病」という認識を持っており、如何に治すかではなく如何にコントロールするかを主軸としている。
個性を視認できなくなるという性質上、個性が消えうせた死体の顔は正常に認識できる。
少年・少女の死後「山井症（やまいしょう）」と名付けられた（二人の本名が同じだったためどちらの名前から取られたかは不明）。また治療法も確立され「自意識過剰な馬鹿がかかる病気」とされている。
物語のエピローグ「後遺症」にて、山井症はあらゆる異物から個性を剥ぎ取ることで全てを平等に受け入れ、個性的な異物をオブラートに包んで「無毒化した上で服毒する」症状であることが明かされた。通常人間の細胞は新陳代謝のため12年周期で入れ替わるが、山井症は新陳代謝をも無効化してしまうことから、12歳になると老衰で死に至る。本来なら生まれた時期に差があるはずの細胞全てが12歳になると一斉に死ぬということであり、つまりは自分の細胞に対してすら誕生日という個性を塗りつぶしてしまっていることになる。上記のゴム化の症状も、全ての細胞が一つの巨大なたんぱく質の塊へと均一化されていると考えれば説明可能。

## 書誌情報
- 西尾維新（原作）・暁月あきら（漫画） 『症年症女』 集英社〈ジャンプ・コミックス〉、全3巻
  1. 2016年6月8日発行（6月3日発売[集 1]）、ISBN 978-4-08-880710-2
  2. 2016年11月9日発行（11月4日発売[集 2]）、ISBN 978-4-08-880816-1
  3. 2017年5月7日発行（5月2日発売[集 3]）、ISBN 978-4-08-881082-9